# Кадильяк, Антуан Ломе де Ламот
Антуан Ломе де Ламот де Кадильяк (фр. Antoine Laumet de La Mothe, sieur de Cadillac; 5 марта 1658 — 16 октября 1730, Кастельсарразен) — французский колониальный администратор и военачальник.

## Биография
Родился в Сен-Николя-де-ля-Грав (сегодня — департамент Тарн и Гаронна) в семье адвоката Жана Ломе. В 25-летнем возрасте прибыл в Канаду, чтобы принять участие в боевых действиях против ирокезов, затем осваивал земли на территории нынешнего штата Мэн, а в 1701 году основал торговую факторию Форт Поншартрен-дю-Дэтруа (фр. Fort Pontchartrain du Détroit), впоследствии ставшую городом Детройт. С 1710 по 1717 год управлял всей Французской Луизианой, но был отозван по навету многочисленных недругов и 27 сентября 1717 года заточён в Бастилию, где провёл пять месяцев до 8 февраля 1718 года. Вскоре он был награждён орденом Святого Людовика за 30 лет верной службы. После этого Ломе поселился в родовом имении, откуда неоднократно отлучался в Париж. Последние годы жизни он был мэром Кастельсарразена, где и умер 15 или 16 октября 1730 года.

## Память о Кадильяке
Его именем названы город Кадиллак в штате Мичиган, гора в штате Мэн и марка автомобилей Cadillac, выпускающаяся на заводах Детройта с начала XX века.
Некоторые далеко идущие планы Антуана де Ламота-Кадильяка развились после того, как он покинул Новую Францию. Например, в 1718 году Жан-Батист Ле Муан де Бьенвиль основал недалеко от устья реки Миссисипи город Новый Орлеан, ставший крупным портом и городом Новой Франции. Форт Поншартрен-дю-Детруа идеально расположен между Великими озёрами и бассейнами рек. На смену форту придут Форт Детройт и Форт Уэйн, а также Форт Амхерстбург и Форт Малден на противоположном берегу.

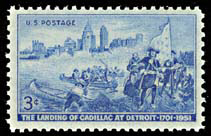
Марка 1951 года в память о Кадильяке

Антуан Ломе де Ламот Кадильяк был удостоен в США 3-центовой марки 24 июля 1951 года в ознаменование 250-летия его высадки в Детройте в 1701 году. Фон на марке изображает горизонт Детройта, каким он был в 1951 году.
20 апреля 2016 года государственная французская средняя школа в Уинсоре была переименована в честь Кадильяка.
На зелёной линии монреальского метро есть станция, названная в честь Кадильяка.